# Санчес Мочча, Росио
Росио Мария Санчес Мочча (исп. Rocío María Sánchez Moccia; 2 августа 1988, Буэнос-Айрес, Аргентина) — аргентинская хоккеистка на траве, серебряный призёр летних Олимпийских игр 2012 года, бронзовый призёр чемпионата мира 2014 года, двукратная победительница трофея чемпионов, двукратная серебряная медалистка Панамериканских игр.

## Спортивная биография
В феврале 2009 года Мочча была вызвана во взрослую национальную сборную для участия в Панамериканском чемпионате. На поле Росио проводила не так много времени, в основном выходя на замену, но тем не менее золотая медаль чемпионата стала первой значимой наградой в карьере молодой хоккеистки. В том же году Санчес Мочча стала серебряным призёр юниорского чемпионата мира. Свой первый гол за сборную в рамках крупных международных турнирах Росио забила в июне 2011 года в ворота сборной Новой Зеландии на групповом этапе Трофея чемпионов. В 2011 году Росио вместе со сборной Аргентины стала второй на Панамериканских играх, уступив в финале сборной США.
В 2012 году на летних Олимпийских играх в Лондоне хоккейная сборная Аргентины была близка к победе в олимпийском турнире, но на пути к золоту встали голландки. В финале соревнований сборная Аргентины в упорной борьбе уступила сборной Нидерландов 0:2 и стала обладателем серебряных наград. На олимпийском турнире Санчес Мочча сыграла во всех 7-и матчах и забив 1 гол в ворота сборной Германии. В конце 2012 года Росио в аргентинском Росарио в первый раз стала обладательницей Трофея чемпионов.
На чемпионате мира 2014 года Росио стала обладательницей очередной награды, заняв со сборной третье место. В этом же году аргентинская хоккеистка стала двукратной обладательницей Трофея чемпионов. Санчес Мочча приняла участие в домашнем финальном раунде Мировой лиги. По итогам группового раунда аргентинки неожиданно заняли последнее место, но на стадии плей-офф они одержали три победы подряд и стали победителями турнира. На Панамериканских играх 2015 года Росио стала автором 4-х забитых голов, а сборная Аргентины, как и 4 года назад, стала второй, вновь уступив в финале сборной США.